# Mudžáhid

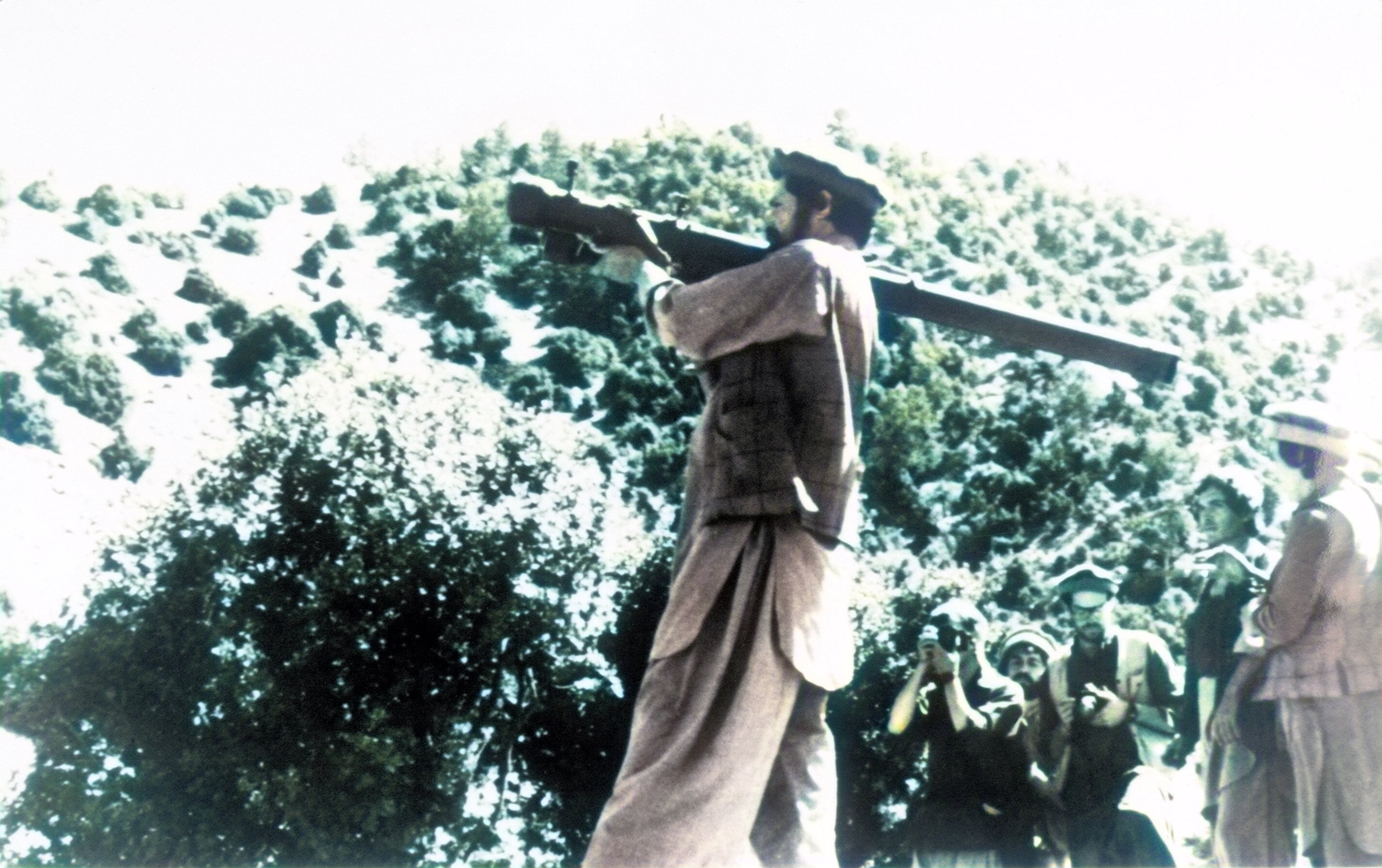
Mudžáhid s raketometem země-vzduch Strela-2, Afghánistán, 1988

Mudžáhid (arab. مجاهد – „ten, kdo o něco usiluje”, resp. „ten, kdo bojuje v džihádu” množ. č. mudžáhedíni, مجاهدين) je muslim angažovaný a bojující v (ideologickém i fyzickém) boji – džihádu.
Etymologicky jde o arabské slovo, které má stejný slovní kořen jako džihád (جهد), znamenající úsilí nebo boj, typicky (ne však nezbytně) vojenského nebo polovojenského charakteru a nábožensky motivovaný (kdy motivem je úsilí o zamezení cizího vlivu vetřelce a zachování vlivu islámu a islámských hodnot – z pohledu mudžáhedínů se tedy jedná o ospravedlněné, často defenzivní úsilí). Slovo mudžáhid bylo v západním světě poprvé definováno v roce 1958 pro konkrétně pákistánské muslimy ve významu „ten, kdo bojuje ve svaté válce” popř. „muslimský guerrilový vzbouřenec,” předtím označovalo muslimy, kteří bojovali v konfliktech, jež měla ustanovit šaría. Osmanský sultán Murad Khan II Khoja-Ghazi (vládl v letech 1421–1451) byl přezdíván „sultán mudžahedínů.”
Mudžahedíny (v militantní a guerillové části významu slova) coby stranu boje nebo válečného konfliktu proti bezvěrcům, lze nalézt ve všech zemích světa, ve kterých má vliv islám – Indie a Kašmír, Írán a Irák, Myanmar a Filipíny, Somálsko i ve válce v Čečně a svazové republice Jugoslávie. Avšak, nejznámější událostí, která vedla ke zformování mudžahedínů z více než 30 muslimských zemí, byla sovětská invaze do Afghánistánu v roce 1979. Podle koránu nesmějí mudžahedíni zabíjet ženy, děti, staré lidi a ostatní živé bytosti, nesmějí plundrovat či zohavovat mrtvá těla nepřátel – porušení se považuje za prohřešek.
Nejužší (a zřejmě ne tolik přesný) význam je „muslim, který bojuje ve svaté válce,“ (ten byl adoptován po roce 1095), naopak nejobecnější význam pak znamená „ten, kdo se zasazuje o zachování a šíření hodnot, které ctí islám,“ přičemž toto úsilí může nabývat různých podob.